# Баринка, Михал
Ми́хал Ба́ринка (чеш. Michal Barinka; 12 июня 1984, Вишков, Южноморавский край) — чешский хоккеист, защитник. Чемпион мира 2010 года. Участник Олимпийских игр 2014 года в составе сборной Чехии.

## Клубная карьера
10 июля 2006 года «Чикаго Блэкхокс» обменяли Баринку, защитника Тома Прайссинга, нападающего Джоша Хеннесси и выбор во втором раунде драфта 2008 года в «Оттава Сенаторз» на нападающих Брайана Смолински и Мартина Гавлата.
- 2001/2002 Ческе Будеёвице (Чешская экстралига)
- 2002/2003 Ческе Будеёвице (Чешская экстралига)
- 2003/2004 Norfolk Admirals (АХЛ), Chicago Blackhawks (НХЛ)
- 2004/2005 Norfolk Admirals (АХЛ)
- 2005/2006 Norfolk Admirals (АХЛ), Chicago Blackhawks (НХЛ)
- 2006/2007 Binghamton Senators (АХЛ), Витковице (Чешская экстралига), Берн (Швейцарская национальная лига)
- 2007/2008 Витковице (Чешская экстралига)
- 2008/2009 Витковице (Чешская экстралига)
- 2009/2010 Витковице (Чешская экстралига)
- 2010/2011 Витковице (Чешская экстралига), Локомотив Ярославль (КХЛ)
- 2011/2012 Фрибур-Готтерон (Швейцарская национальная лига)
- 2012/2013 Витковице (Чешская экстралига)
- 2013/2014 Витковице (Чешская экстралига)
- 2014/2015 Спарта Прага (Чешская экстралига)
- 2015/2016 Спарта Прага (Чешская экстралига)
- 2016/2017 Спарта Прага (Чешская экстралига)
- 2017/2018 Комета Брно (Чешская экстралига)
- 2018/2019 Комета Брно (Чешская экстралига)
- 2019/2020 Рытиржи Кладно (Чешская экстралига)
- 2020/2021 Рытиржи Кладно, Витковице, Комета Брно (Чешская экстралига)

## Международная карьера
| Чемпионат мира по хоккею с шайбой | ЧМ 2007 7 место · ЧМ 2009 6 место · ЧМ 2010 Золото |

## Достижения
- Чемпион мира 2010
- Чемпион Чехии 2018
- Серебряный призёр чемпионата Чехии 2010 и 2016
- Серебряный призёр чемпионата Швейцарии 2007
- Бронзовый призёр юношеского чемпионата мира 2002
- Бронзовый призёр чемпионата России 2011

## Личная жизнь
Жена Николь — дочь бывшего главного тренера сборной Чехии Алоиса Гадамчика.
Сын Марцел, хоккеист немецкого клуба Кёльнер Хайе.